# Chalco de Díaz Covarrubias
Chalco de Díaz Covarrubias (kurz Chalco) ist eine Großstadt mit ca. 180.000 Einwohnern und Hauptort der Gemeinde (municipio) Chalco mit insgesamt ca. 410.000 Einwohnern im Bundesstaat México in Mexiko.

## Lage und Klima
Chalco liegt an einer ehemaligen, über den zwischen den Vulkanen Iztaccíhuatl und Popocatépetl befindlichen Paso de Cortés führenden Verbindungsstraße zwischen Mexiko-Stadt (ca. 38 km nordwestlich) und Puebla (ca. 100 km südöstlich) in einer Höhe von ca. 2245 m. Das Klima ist tagsüber warm, doch können die Nachttemperaturen deutlich absinken; Regen (ca. 1060 mm/Jahr) fällt hauptsächlich in den Sommermonaten.

## Bevölkerungsentwicklung
| Jahr      | 2000    | 2010    | 2020    |
| Einwohner | 125.027 | 168.720 | 174.704 |

Das Bevölkerungswachstum der Stadt ist im Wesentlichen auf den Zuzug von Menschen aus dem ländlichen Umland zurückzuführen.

## Wirtschaft
Die Böden des Umlandes sind fruchtbar, doch spielen die geographische Nähe zu Mexiko-Stadt und die daraus resultierenden wirtschaftlichen Möglichkeiten heute die größten Rollen im Wirtschaftsleben der Stadt.

## Geschichte
Im 13. Jahrhundert siedelten Stammesgruppen der Chichimeken in der Gegend, darunter auch die Stammesgruppen der Chalcas; diese gerieten jedoch im 14. Jahrhundert unter die Kontrolle der Azteken. Im Jahr 1519 zog der Conquistador Hernán Cortés von Cholula kommend auf seinem Weg nach Tenochtitlan mit seiner Streitmacht von etwa 300 Spaniern und mehreren tausend totonakischen und tlaxcaltekischen Hilfstruppen nach der Überquerung des später nach ihm benannten Paso de Cortés hier vorbei. Während der Eroberung des Aztekenreiches stand die Stadt auf Seiten der Konquistadoren. Cortés sicherte sich die Provinz Chalco als seine persönliche Encomienda. Wenige Jahre später begann der Franziskanerorden mit der Missionierung der Indios.

## Sehenswürdigkeiten
- Markantestes Bauwerk im Stadtzentrum von Chalco ist die ehemalige franziskanische Missionskirche Santiago Apóstol aus der Mitte des 16. Jahrhunderts, die jedoch in der Folgezeit immer wieder verändert wurde.
- Mehrere großformatige Wandgemälde (murales) schmücken Hauswände.
- Das Museo arqueológico zeigt einige durchaus interessante Skulpturen aus vorspanischer Zeit.[3]

Umgebung
- Ca. 7 km westlich des Stadtzentrums von Chalco liegt der auf vulkanischen Aktivitäten beruhende kreisrunde Xico-Krater.[4]
- Etwa 8 km südlich von Chalco befindet sich der sehenswerte Ort San Pablo Atlazalpán.